# Archaedictyon
Archaedictyon, archedictyon (gr. archae – „prymitywny”, „najbardziej podstawowy”; dictyon – „sieć”) – hipotetyczny schemat użyłkowania skrzydeł występujący u wspólnego przodka owadów uskrzydlonych, bazujący na danych pochodzących ze skamieniałości oraz spekulacjach.
Terminu tego po raz pierwszy użył w 1854 roku Adolphe Brongniart w odniesieniu do prymitywnych, paleozoicznych owadów z rzędu Palaeodictyoptera. Rozważania na temat archaedictyonu odgrywają ważną rolę w ich klasyfikacji.
Przypuszcza się, że archaedictyon obejmował 6–8 głównych żyłek podłużnych oraz bogatą sieć żyłek poprzecznych. Termin ten bywa też zawężany do opisywania samej sieci żyłek poprzecznych. Sieć taka występuje u licznych kopalnych taksonów owadów, ale również pojawia się wtórnie w wielu ich rzędach, np. gdy skrzydła przyjmują funkcję pokryw. O archaedictyonie mówi się w kontekście użyłkowania takich współczesnych grup jak np. Mastotermitidae i Hodotermitidae.